# Castroviejoa frigida
Castroviejoa frigida là một loài thực vật có hoa trong họ Cúc. Loài này được (Labill.) "Galbany, L.Sáez & Benedí" mô tả khoa học đầu tiên năm 2004.